# Кодзано
Кодзано (фр. Cozzano, корс. Cuzzà) — коммуна во Франции, находится в регионе Корсика. Департамент коммуны — Южная Корсика. Входит в состав кантона Тараво-Орнано. Округ коммуны — Аяччо.
Код INSEE коммуны — 2A099.

## Население
Население коммуны на 2008 год составляло 259 человек.
| 1962 | 1968 | 1975 | 1982 | 1990 | 1999 | 2008 |
| ---- | ---- | ---- | ---- | ---- | ---- | ---- |
| 467  | 476  | 414  | 319  | 283  | 242  | 259  |

## Экономика
В 2007 году среди 144 человек в трудоспособном возрасте (15—64 лет) 83 были экономически активными, 61 — неактивными (показатель активности — 57,6 %, в 1999 году было 41,7 %). Из 83 активных работали 81 человек (53 мужчины и 28 женщин), безработными были 2 женщины. Среди 61 неактивных 3 человека были учениками или студентами, 25 — пенсионерами, 33 были неактивными по другим причинам.
В 2008 году в муниципалитете числилось 127 домохозяйств, в которых проживали 259 человек, медиана доходов составляла 10 030 евро на одного человека.